# Martina Stamm-Fibich
Martina Stamm-Fibich (nascida em 23 de abril de 1965) é uma política alemã do Partido Social Democrata (SPD) que actua como membro do Bundestag pelo estado da Baviera desde 2013.

## Carreira política
Stamm-Fibich tornou-se membro do Bundestag pela primeira vez nas eleições federais alemãs de 2013. Ela é membro da Comissão da Saúde e da Comissão das Petições, onde actua como relatora do seu grupo parlamentar sobre pediatria, dispositivos médicos e direitos dos pacientes.